# Cuatrimoto
Una cuatrimoto, también llamado cuatriciclo,  cuadrimoto, four-track o quad, es un vehículo de cuatro ruedas que se desplaza sobre neumáticos de baja presión, tiene un asiento en el que el conductor puede montar a horcajadas y un manillar similar al de una motocicleta para el control de la dirección.
Está diseñado para circular por una mayor variedad de terrenos que la mayoría de los vehículos y es legal para circular por las calles de algunos países.
Estos vehículos son manejados como una motocicleta, pero las ruedas adicionales brindan mayor estabilidad a bajas velocidades. Si bien la mayoría están equipados con tres o cuatro ruedas, existen modelos de seis u ocho ruedas (con orugas) que han existido históricamente para aplicaciones especializadas. Su cilindrada oscila entre 49 y 1000 cc.

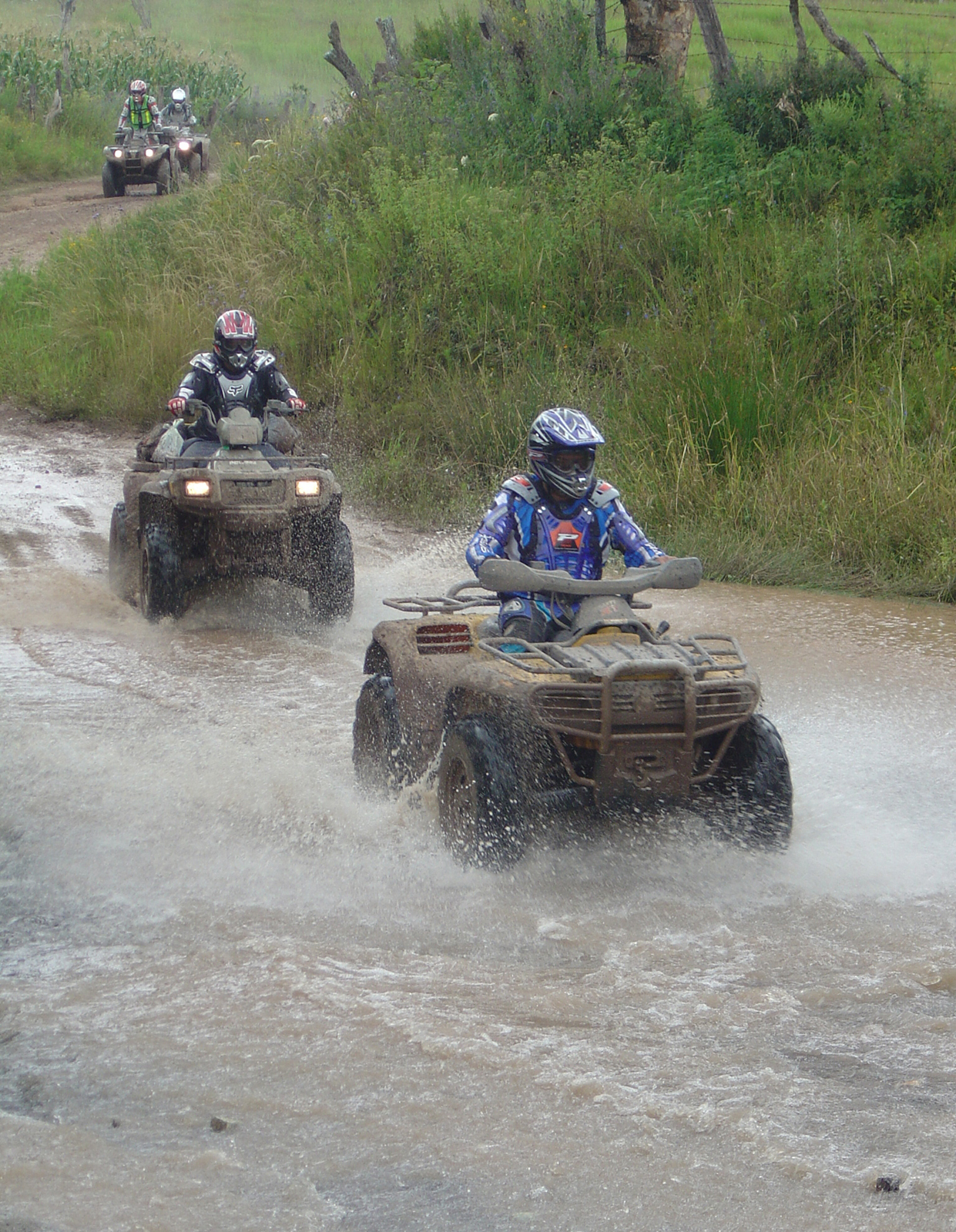
Cuatrimotos

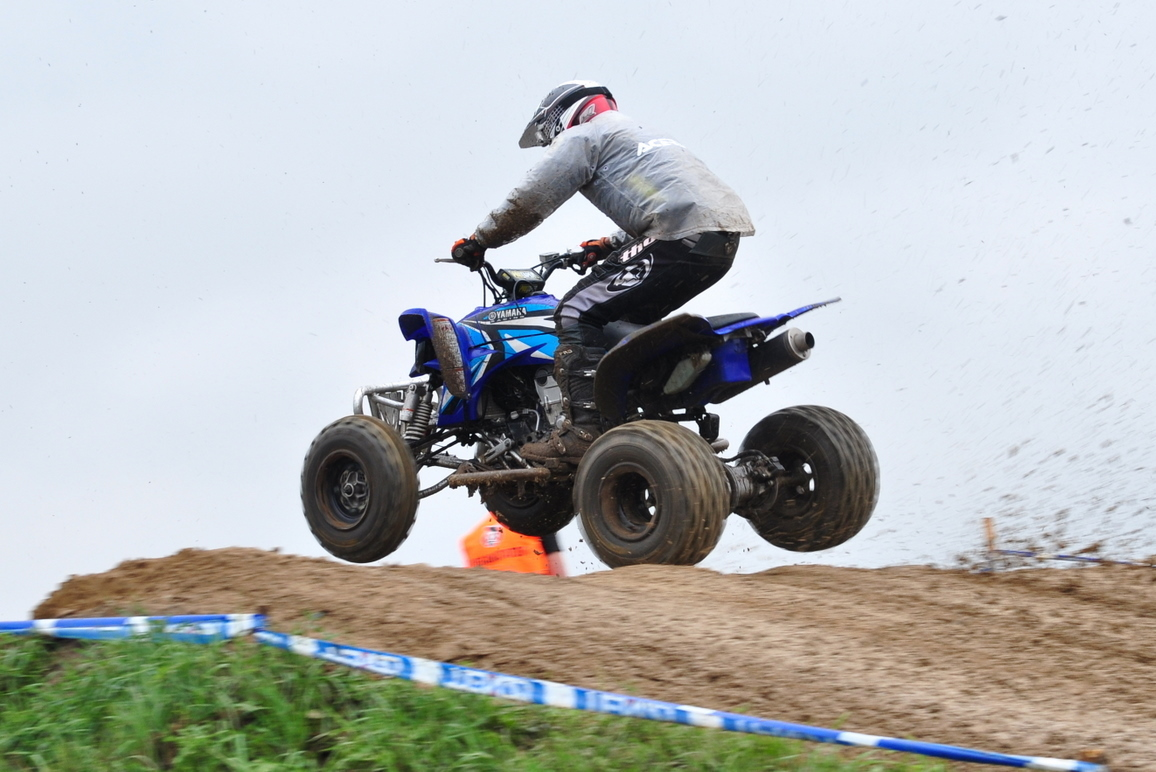

## Historia de la cuatrimoto
El primer vehículo similar a los quad modernos se diseñó, por parte del fabricante de motocicletas Enfield Cycle Company Limited, a finales del siglo XIX.
En la década de 1960 se acuñó en Estados Unidos el término ATV, aunque para referirse a vehículos todoterreno anfibios de seis ruedas que no se montan a horcajadas, como el Jiger estadounidense o el Artés Gato Montés español. Con la introducción de los ATV montados a horcajadas, se introdujo el término ATV-anfibio para definir la categoría de ATV anfibio original.
Así, fue como en 1970 nacieron los triciclos motorizados, popularmente conocidos como trike. Este tipo de vehículos se popularizaron de tal forma que en pocos años se habían extendido de forma masiva en Estados Unidos. Sin embargo, fue precisamente esta masificación la causa de la desaparición de los ‘"trikes’'. El elevado número de accidentes, bien por exceso de velocidad o bien por la inexperiencia de sus conductores, llevó a la Asociación de Consumidores de Estados Unidos a presentar una serie de informes ante el Gobierno estadounidense confirmando la peligrosidad del vehículo. Este hecho obligó a los fabricantes a alcanzar un acuerdo para que se dejaran de fabricar los trikes en 1988. Este acuerdo expiró en 1997, pero para entonces en la práctica se había extinguido su uso.
Tras la desaparición  de los vehículos de tres ruedas fue cuando surgieron los ATV/quads, principalmente en zonas agrícolas. Estos vehículos mantenían por tanto la filosofía de las motocicletas (ligeros y manejables) al mismo tiempo que eran válidos en cualquier terreno y ante las condiciones climatológicas más duras. Inicialmente, los ATV fueron utilizados en labores de ayuda del trabajo diario, para pasar unos años después a convertirse también en vehículos destinados al ocio y a la competición.
Su aparición estuvo ligada inicialmente al mercado estadounidense y japonés. En 2010, en Estados Unidos circulaban alrededor de 10,6 millones de vehículos. En España, el mercado multiplicó sus ventas en los últimos años de la década de 1990 y principios de los 2000, llegando a comercializar 44 348 unidades en 2005, la mayoría de ellos destinados al ocio y al uso deportivo. Fue entonces cuando se empezó a diferenciar el uso agrícola y recreacional (ATV) del más próximo a la competición (quad). Después de 2005 las ventas comenzaron a caer en España, a lo que contribuyó el aumento de impuestos vinculado a los efectos de estos vehículos sobre el medio ambiente.

## Conducción
Comparten características con las motos como su ligereza, agilidad, posición de conducción, y sin embargo su estilo de conducción es más parecido al de un coche. El manejo es sencillo salvo para los usuarios de motocicletas. Esta particularidad viene dada ya que el conductor de moto suele estar acostumbrado a mover su cuerpo para tomar una curva, mientras que para manejar un ATV/quad conviene hacer movimientos del manillar, ya que sólo con la inclinación, este vehículo no entrará en la curva de la forma que queremos.
La posición que hay que mantener es similar a la de la moto. Suele ser común que en lugar de un puño como acelerador se utilice un gatillo situado en el manillar.
En conducción por pistas deslizantes, el pilotaje es similar al de un coche de rallys, en el que la pérdida de tracción de alguna de las ruedas es habitual. Otro factor que también sucede en los virajes es que las ruedas interiores en las curvas suelen despegarse del suelo, algo que se tiene que corregir inclinando el peso del cuerpo hacia el interior de la curva.

## Seguridad
Lanzados al mercado en la primera mitad de los años 1970, los cuatriciclos presentaron tasas alarmantes de heridas en niños y adolescentes. La literatura médica afirma que los quads presentan los mismos riesgos que las motocicletas.
En Estados Unidos (donde existen quads especiales para niños) la Academia Nacional de Pediatría y la Comisión de seguridad para productos de consumo han pedido que se prohíba a los menores de 16 años el conducir o el viajar en quads, ya que las heridas resultantes de su uso son las propias de un vehículo de motor.

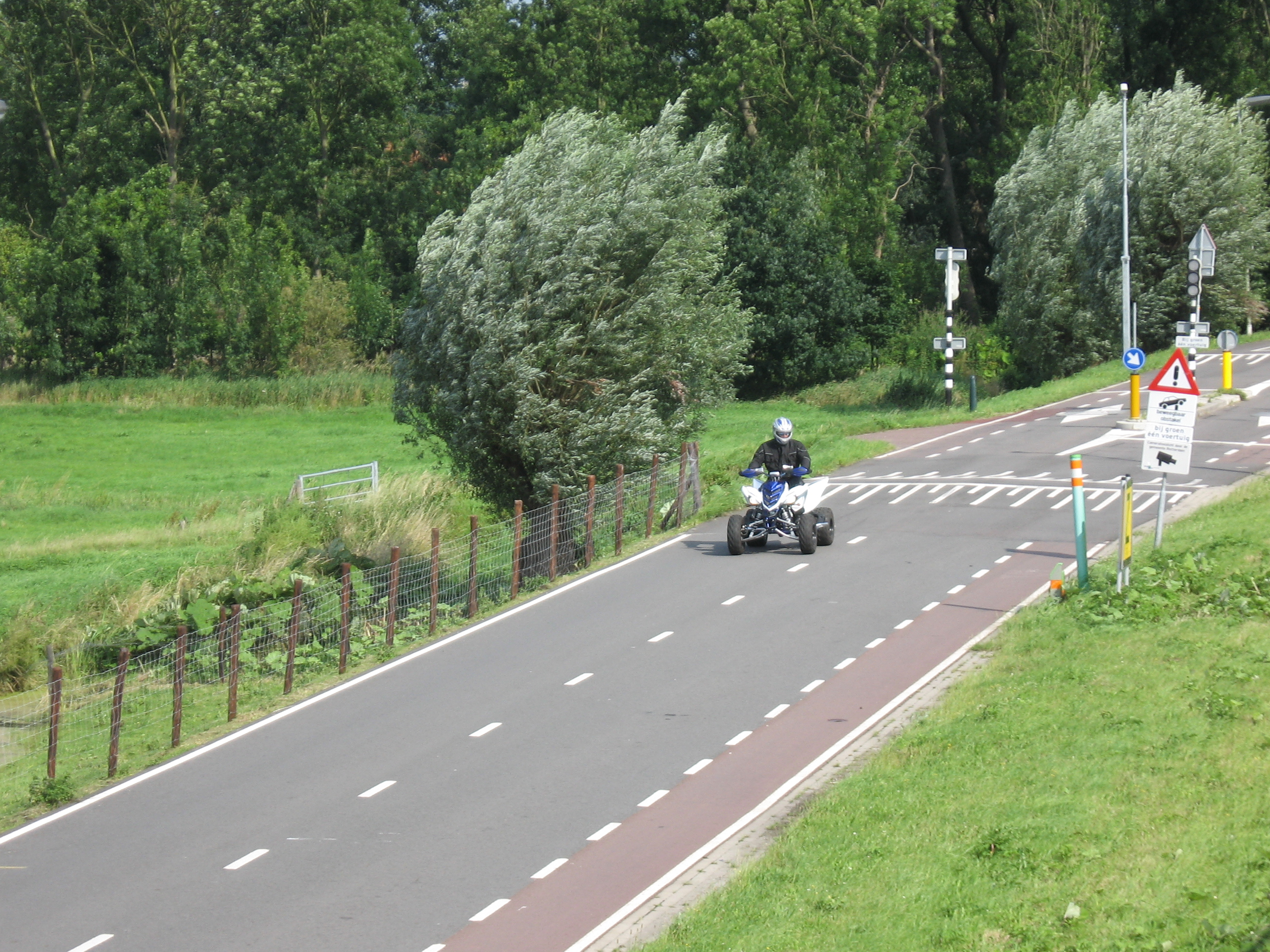
Quad transitando sobre asfalto en Holanda, algo que no debe hacerse según el gobierno estadounidense, ya que las suspensiones y las transmisiones de los quads están diseñadas para transitar exclusivamente sobre terrenos sueltos.

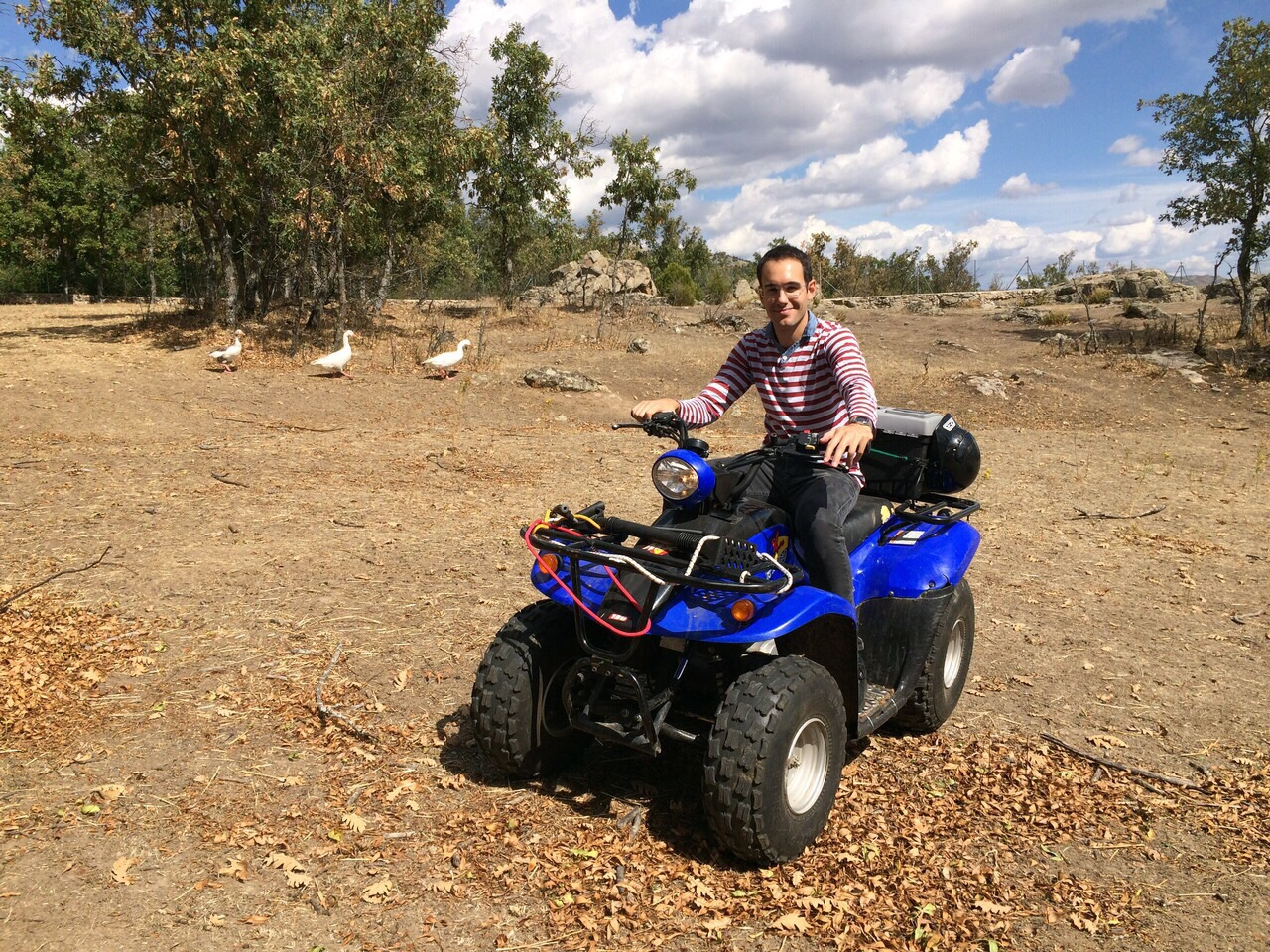
Joven montando en un quad en un ambiente rural de España

### Utilización en tareas agrícolas
Los quads y ATV en algunos casos se han intentado homologar como máquinas agrícolas; pero están diseñados únicamente para usos específicos como transporte de personas, actividades de recreo o deportivas. No se han tenido en cuenta en su diseño los riesgos de su uso agrícola.
La Comisión Europea ha ratificado que los ATV en ningún caso pueden ser considerados tractores agrícolas. Habría que publicar una normativa aplicable a estos vehículos para su uso agrícola que tenga en cuenta los riesgos y medidas preventivas, por ejemplo velocidad máxima, utilización obligatoria de casco, etc.

## Cuatrimotos eléctricas
Las cuatrimotos eléctricas comienzan a ser utilizadas, ya que representan, entre otras cosas, una gran ventaja al no producir tanto ruido como las de motor de combustión.